# Maiden Rock, Wisconsin
Maiden Rock là một làng thuộc quận Pierce, tiểu bang Wisconsin, Hoa Kỳ. Năm 2006, dân số của làng này là 121 người.